# Бойова личинка

Схема віддачі напіввільного затвора «Хеклер і Кох». Зусилля віддачі від личинки затвора через два ролика передається задній, більш масивній частині затвора. Завдяки особливій формі деталей задня частина затвора набуває швидкість більшу, ніж швидкість личинки

Бойова личинка — передня частина затвора вогнепальної зброї, яка безпосередньо підпирає казенний зріз ствола і здійснює тим самим замикання його каналу.
Буває рухома і нерухома. Перша обертається в затворі навколо осі, що збігається з віссю каналу, і, рухаючись разом з затвором взад і вперед, не повертається разом з ним в сторону при замиканні і відмиканні казенника. Нерухома ж бойова личинка бере участь у всіх рухах затвора.